# Era spaziale
L'era spaziale è un periodo della storia contemporanea che muove i suoi passi dall'esplorazione spaziale e dagli sviluppi culturali e tecnologici che seguirono la corsa allo spazio dopo la metà degli anni cinquanta del Novecento.
La data di inizio convenzionale dell'era spaziale è il 4 ottobre 1957, con il lancio del satellite Sputnik 1 da parte dell'URSS. Il successo sovietico stimolò la nascita di una competizione con gli Stati Uniti d'America nel campo dell'astronautica.
Da allora la partecipazione alle attività spaziali si è allargata a numerose altre nazioni e si è aperta a interessi di tipo commerciale. Nei primi anni del XXI secolo un importante aiuto per stimolare l'esplorazione spaziale a scopi commerciali è stato fornito grazie al cosiddetto Ansari X Prize.

## Il primo satellite artificiale

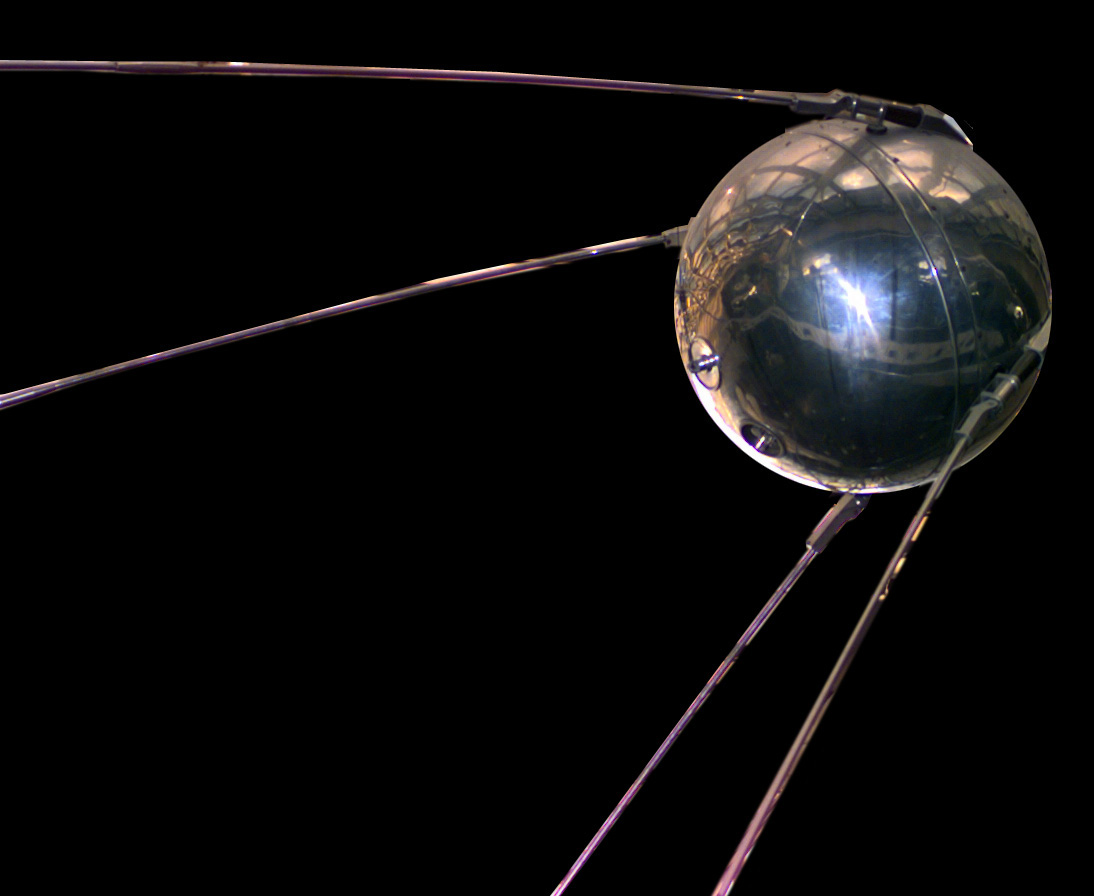
Il lancio dello Sputnik 1 segna l'inizio dell'era spaziale.

Il primo satellite artificiale mandato in orbita intorno alla Terra fu lo Sputnik 1 da parte dell'URSS.
Il programma per realizzare lo Sputnik (in russo "compagno di viaggio") era cominciato subito dopo la fine della Seconda guerra mondiale, quando l'Armata Rossa era venuta in possesso della tecnologia con cui i tedeschi avevano realizzato i razzi v2. La preparazione fu tenuta segreta fino all'ottobre del 1957, anno in cui si celebravano i quarant'anni della rivoluzione sovietica, per lanciare un forte messaggio di superiorità tecnica e tecnologica all'Occidente e agli Stati Uniti in particolare. Il successo della prima operazione spaziale dell'URSS ebbe un forte impatto mediatico nel mondo. Era il periodo della guerra fredda tra USA e URSS e lo sviluppo scientifico-bellico era molto importante per la misurazione della forza delle nazioni.

## Lo Sputnik 2 e Laika
Lo Sputnik 2 fu il secondo satellite artificiale mandato in orbita dai sovietici. Il satellite venne lanciato il 3 novembre 1957, a un mese di distanza dallo Sputnik 1. Lo Sputnik 2 fu la prima sonda con a bordo un essere vivente mai mandato nello spazio. Il nome della cagnolina era Kudrjavka ma per un errore di traduzione Laika fu considerato il suo nome di battesimo. 
La sonda era munita di strumenti di monitoraggio per studiare le reazioni dell'organismo dell'animale, che rimase in orbita per circa sette giorni. All'epoca non furono diffuse molte informazioni ufficiali circa le cause della sua morte. Secondo una prima versione resa ufficiale, l'animale sarebbe morto a causa degli sbalzi termici a bordo della navicella, mentre secondo una versione più recente la causa di morte fu data da asfissia a causa di un guasto all'impianto di aerazione. Il corpo di Laika venne incenerito durante il rientro del satellite nell'atmosfera terrestre.

## La risposta statunitense
Un anno dopo il lancio dello Sputnik 1, il 1º ottobre 1958 in risposta al programma spaziale sovietico fu creata la NASA (National Aeronautics and Space Administration), l'agenzia governativa civile responsabile del programma spaziale degli Stati Uniti d'America e della ricerca aerospaziale. La NASA andò a sostituire la NACA (National Advisory Committee for Aeronautics) e la tecnologia si spostò da quella tradizionale relativa agli aerei alle nuove tecnologie spaziali. 
Il primo compito della NASA fu quello di avviare un programma per l'esplorazione umana dello spazio. Il Progetto Mercury fu avviato nel 1958 con lo scopo di stabilire se l'uomo poteva viaggiare nello spazio.

## Jurij Gagarin, primo uomo nello spazio
Il 12 aprile 1961 i sovietici ottennero un altro grande risultato lanciando in orbita il primo essere umano nella storia, l'astronauta Jurij Gagarin. L'opinione pubblica mondiale percepì la missione di Gagarin come l'inizio dell'era spaziale.
Il 5 maggio 1961 l'astronauta Alan Shepard fu il primo americano nello spazio, ai comandi della capsula Mercury 3 lanciata in un volo suborbitale durato 15 minuti. Fu invece John Glenn il primo americano a compiere un'orbita attorno alla Terra il 20 febbraio 1962, durante la missione Mercury 6.

## Kennedy e la corsa per la luna
(John F. Kennedy)
Il 25 maggio 1961, davanti al Congresso degli Stati Uniti il presidente John Fitzgerald Kennedy lanciò la sua sfida ai sovietici. Il messaggio colse di sorpresa tutti, anche la NASA stessa. Kennedy promise che entro la fine del decennio gli Stati Uniti avrebbero fatto atterrare un uomo sulla Luna e che sarebbe tornato sano e salvo sulla Terra. L'obiettivo venne raggiunto solo nel 1969 ma il presidente non vide mai il successo della missione in quanto fu assassinato il 22 novembre del 1963 a Dallas, in Texas.
Il programma spaziale, chiamato Programma Apollo, fu concepito durante la presidenza di Dwight D. Eisenhower ma venne messo davvero in pratica solo dopo la dichiarazione di John Kennedy al congresso.
Questo obiettivo fu raggiunto durante la missione Apollo 11  quando, il 20 luglio 1969, i due astronauti Neil Armstrong e Buzz Aldrin sbarcarono sulla Luna, mentre Michael Collins (astronauta) rimase in orbita lunare. Apollo 11 fu seguita da ulteriori sei missioni, l'ultima nel dicembre 1972, che portarono un totale di dodici uomini a camminare sul nostro "satellite naturale". 
Il  programma Apollo si svolse tra il 1961 e il 1975 e fu il terzo programma spaziale di voli umani (dopo Mercury e Gemini) sviluppato dalla NASA. Il programma utilizzò la navicella spaziale Apollo e il vettore Saturn, successivamente utilizzati anche per il programma Skylab e per la missione congiunta americana-sovietica Apollo-Soyuz .
L'era del programma Apollo si concluse in anticipo rispetto alle previsioni a causa dei costi del programma divenuti insostenibili. Si erano spesi oltre 135 miliardi di dollari.

## Il trattato sullo spazio extra-atmosferico
Il Trattato sullo spazio extra-atmosferico (Outer Space Treaty) è il trattato internazionale che costituisce la struttura giuridica di base del diritto internazionale aerospaziale.
Il Trattato è stato stipulato inizialmente tra Stati Uniti, Regno Unito e Unione Sovietica (i tre governi depositari) il 27 gennaio 1967, ed è poi entrato in vigore il 10 ottobre 1967.
Le norme del trattato pongono il divieto agli stati firmatari di collocare armi nucleari od ogni altro genere di armi di distruzione di massa nell'orbita terrestre, sulla Luna o su altri corpi celesti o di stazionarli nello spazio extra-atmosferico.
Altre norme del trattato limitano l'utilizzo della Luna e degli altri corpi celesti esclusivamente per scopi pacifici e ne proibisce invece espressamente l'uso per effettuare test su armi di qualunque genere, condurre manovre militari, o stabilire basi militari, installazioni o fortificazioni.
Il Trattato inoltre proibisce espressamente agli stati firmatari di rivendicare risorse nello spazio, quali pianeti, satelliti o altri corpi celesti.

## L'Italia e l'Europa nello spazio

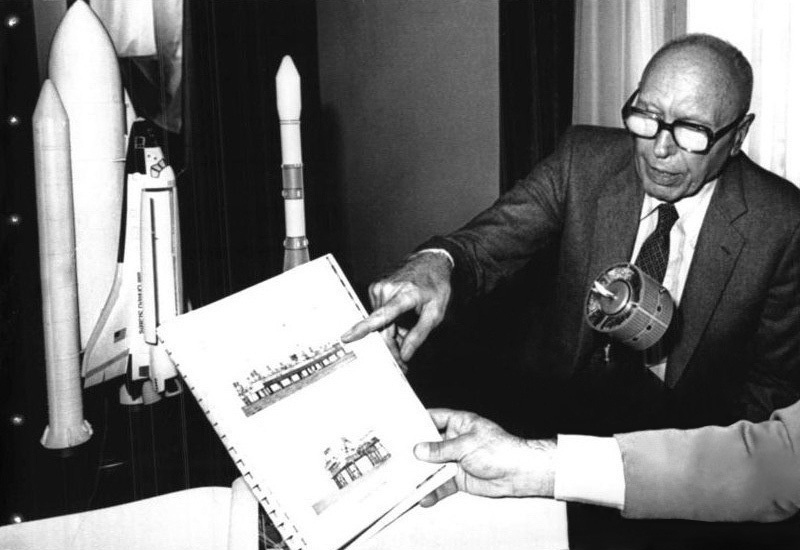
Luigi Broglio, 5 maggio 1981.

La storia dell'Italia nello spazio si sviluppa in Europa, contemporaneamente alle iniziative nazionali dell'ingegnere Luigi Broglio, da molti considerato il padre dell'astronautica italiana. Ma mentre queste iniziative insieme con i successi ottenevano una certa popolarità, l'impegno europeo era noto e circoscritto agli addetti ai lavori, sia perché le altre nazioni rimanevano fredde nella comunicazione e nei rapporti, sia perché i risultati, ancora contenuti, riguardavano soprattutto scienziati. 
Nella seconda metà degli anni cinquanta gli interessi verso lo spazio emersi nei vari paesi europei, soprattutto come conseguenza della mobilitazione dall'Anno geofisico internazionale del 1958, cominciavano a concentrarsi in un orientamento più unitario. Gli stimoli arrivavano dalle prime imprese sovietiche e americane, dalle attività militari in campo missilistico, sia in Gran Bretagna sia in Francia, e dalle richieste di alcuni scienziati.

### Le iniziative di Edoardo Amaldi
Il seme verso un'iniziativa comune veniva gettato da due fisici, l'italiano Edoardo Amaldi e il francese Pierre Auger, che già avevano condiviso un'altra grande impresa, la creazione del CERN, il Centro europeo di ricerche nucleari di Ginevra. Amaldi considerava che l'operazione condotta con successo in tempi rapidi nella ricerca subnucleare, mettendo insieme gli sforzi dei vari paesi e garantendo loro un futuro altrimenti impossibile su scala nazionale, potesse e dovesse replicarsi pure nello studio dello spazio.
Queste idee rientravano nello spirito del decennio seguito alla conclusione della seconda guerra mondiale e vedeva nell'unione degli intenti dei paesi europei il rafforzamento delle disperse opportunità e una via più rapida per rinascere e crescere dopo i disastri del conflitto. Così nel 1957 a Roma nascevano contemporaneamente la Comunità economica europea (CEE) e l'EURATOM. La prima garantiva una migliore gestione delle risorse e dei mercati, la seconda un coordinamento nelle ricerche per l'impiego dell'energia atomica a fini pacifici. Per la scienza spaziale, che richiedeva ingenti risorse, secondo Amaldi e Auger il CERN era un modello adeguato da replicare.
Nel frattempo in quegli stessi anni in America si stava istituendo anche la NASA (National Aeronautics and Space Administration), l'agenzia governativa civile responsabile del programma spaziale degli Stati Uniti d'America e della ricerca aerospaziale.
Nel 1959 Amaldi scrisse il documento "Space Research in Europe", che inviò a sei personalità europee, tra cui Cornelis Bakker direttore generale del CERN, Étienne Hirsch presidente della commissione dell'EURATOM e Francesco Giordani presidente del CNR. Amaldi riteneva che il nuovo organismo dovesse includere anche la costruzione di un vettore spaziale per portare in orbita i satelliti, ma tutto da realizzare al di fuori del mondo della difesa.

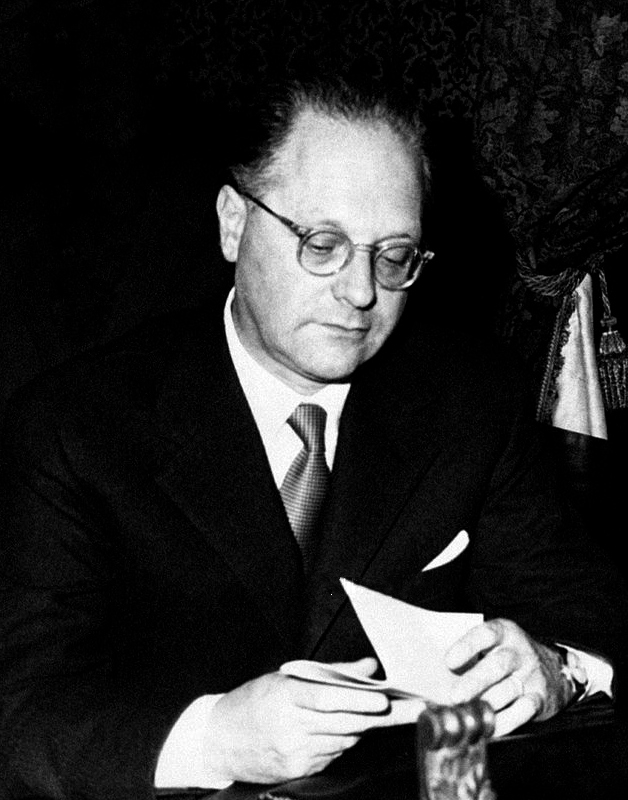
Edoardo Amaldi.

I propositi condivisi da Amaldi e Auger vennero presentati alla comunità scientifica internazionale nel gennaio 1960 nel corso dell'assemblea del COSPAR, il Comitato internazionale per le ricerche spaziali, organizzata a Nizza. Già nella riunione del 1958 la NASA aveva offerto il suo aiuto alle nazioni amiche per costruire e lanciare satelliti scientifici con vettori statunitensi.
Aumentò la necessità di discutere fra esperti i contenuti di una collaborazione e a tale scopo si creava il Groupe d'Étude Européen pour la Collaboration dans le Domaine des Recherches Spatiales (GEERS), che nell'ottobre 1960 riuniva per la prima volta una quarantina di scienziati e ingegneri, metà dei quali erano francesi e inglesi. Come presidente del gruppo venne nominato Henry Massey, mentre Luigi Broglio, M. Golay e L. Hulthéen erano eletti vicepresidenti e Pierre Auger segretario esecutivo. 
L'incontro fu importante perché stabilì le linee lungo le quali costruire un organismo europeo in cui studiare progetti di satelliti, integrare a bordo i vari strumenti scientifici e prepararli al lancio. Un comitato scientifico doveva definire un piano di attività, mentre gli aspetti amministrativi e di bilancio dovevano essere nelle mani di un consiglio dei rappresentanti degli stati membri, al quale spettavano anche l'approvazione di una strategia e la gestione finanziaria. Un altro aspetto importante riguardava le iniziative europee, che dovevano svolgersi in parallelo con quelle nazionali senza una competizione ma semmai migliorandosi a vicenda.
Verso la fine del novembre 1960 i delegati scientifici e governativi di 11 paesi si trovavano a Meyrin in Svizzera, nella sede del CERN per studiare bilanci, contribuzioni, aspetti legali dell'accordo e tratteggiare gli obiettivi tecnici e scientifici. Le conclusioni saranno importanti, perché i rappresentanti firmeranno quello che rimarrà noto come il Meyrin Agreement, dando vita alla nascita di una commissione per analizzare la collaborazione europea nel campo della ricerca spaziale (COPERS - European Preparatory Commission on Space Research).

### L'ELDO e l'ESRO
Il 30 aprile 1962 tra le firme alla convenzione dell'ELDO (European Launcher Development Organisation) c'era anche quella italiana; il governo, stretto tra le sollecitazioni europee e alcuni interessi industriali nazionali, aveva accettato di partecipare. La Gran Bretagna si assumeva l'onere maggiore (39%) seguita da Francia (24%), Germania (19%) e Italia (10%). La sede dell'ente era a Parigi e come primo segretario generale veniva eletto l'ambasciatore italiano Renzo Carrobio. Prima della nomina, il generale italiano Enrico Cigerza aveva coordinato i lavori che portarono alla nascita dell'ELDO.
In parallelo all'ELDO si formava anche l'European Space Research Organization (European Space Research Organisation), la cui convenzione veniva firmata nel giugno 1962 dopo che nei mesi precedenti la commissione preparatoria COPERS aveva predisposto un Blue Book in cui delineava i progetti che le nazioni firmatarie avrebbero condiviso a breve, medio e lungo termine. In esso si prevedeva il lancio di 11 piccoli satelliti, quattro sonde e due grandi satelliti, incluso soprattutto il Large Astronomical Satellite sostenuto dal Regno Unito. I paesi fondatori erano, Regno Unito, Francia, Italia, Repubblica Federale tedesca, Belgio, Paesi Bassi, Svezia, Danimarca, Spagna e Svizzera, mentre Norvegia e Austria entravano con il ruolo di paesi osservatori.
Nei primi anni i delegati italiani all'ESRO erano gli astrofisici Livio Gratton (1910-1991), promotore del Laboratorio di astrofisica spaziale del CNR di Frascati, e Giuseppe Occhialini (1907-1993).
L'ESRO tra il 1968 e il 1972 mise in orbita, tramite lanciatori americani, 7 satelliti (ESRO 2, ESRO 1A, HEOS 1, ESRO 1B, HEOS 2, TD1, ESRO 4) dedicati ai raggi cosmici, ai raggi X, alle fasce di van Allen, al campo magnetico interplanetario, alle radiazioni ultraviolette e agli strati più elevati dell'atmosfera.

## La nascita dell'ESA

European Space Agency - Agence spatiale européenne.

Nell'European Space Conference del dicembre 1972 il ministro dell'industria britannico, Michael Heseltine propose che ogni paese contribuisse ai vari programmi come preferiva in base alla propria disponibilità, salvaguardando i rispettivi interessi nazionali. La proposta venne accettata e nella riunione successiva dell'European Space Conference di Bruxelles nel luglio 1973 i ministri la approvavano, rafforzando i legami della cooperazione europea. Perciò la Germania guidava il progetto Spacelab, la Francia il programma del vettore chiamato Ariane e la Gran Bretagna il progetto del satellite per telecomunicazioni marittime Marots. L'Italia guardava con interesse nella direzione tedesca ma nello stesso tempo non voleva rimanere esclusa da Ariane. Anche se non aspirava a un ruolo guida, cercava comunque di scegliere una collaborazione che le permettesse di conquistare un ruolo ben distinto, una specializzazione tecnologica sulla quale costruire i futuri sviluppi tecnologici e industriali.
Con questi accordi nacque così l'European Space Agency (ESA), che sarebbe entrata in vigore formalmente il 15 aprile 1975.
Alla sua nascita l'ESA, per garantire maggior flessibilità nei rapporti tra le nazioni, stabilì due aspetti importanti: un programma scientifico da finanziare obbligatoriamente da parte di tutti i paesi in proporzione al loro prodotto interno lordo (PIL); un sistema di piani a scelta sostenuto dai paesi interessati, dal quale derivava un corrispondente ritorno industriale. Era in base a questa seconda possibilità che l'Italia sceglieva di orientarsi, in particolare, in due direzioni: lo sviluppo di applicazioni nel campo delle telecomunicazioni spaziali, mirando ai possibili aspetti commerciali anche nei servizi; la costruzione di strutture abitate per lo spazio nella logica di arrivare, in prospettiva, a un ruolo significativo nei futuri progetti delle stazioni orbitali con astronauti. In seguito si aggiungerà il trasporto spaziale con piccoli lanciatori.

## Da Sirio all'ASI

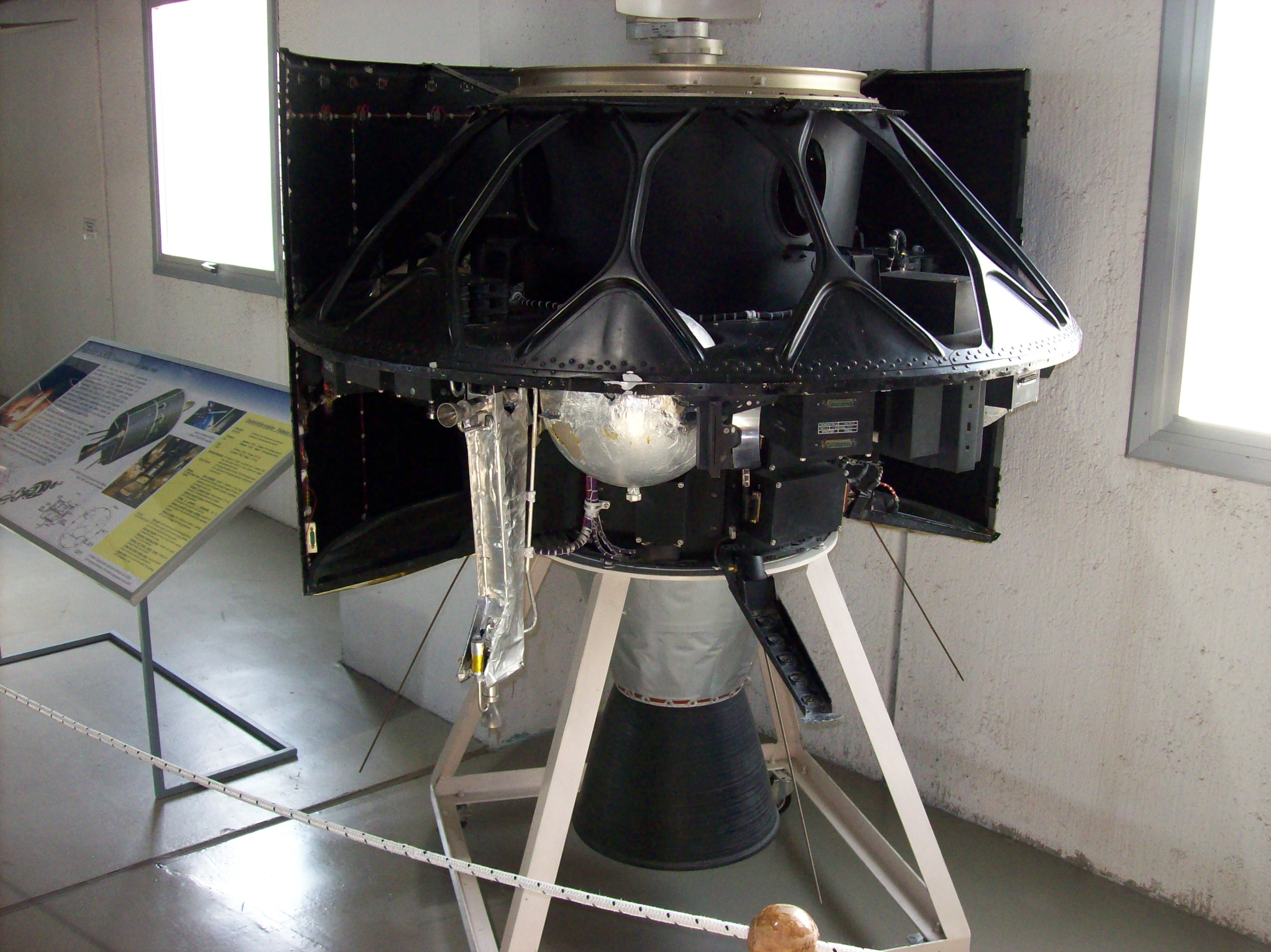
Satellite SIRIO.

Alla fine degli anni sessanta si chiudeva una fase pionieristica delle attività spaziali italiane e si mettevano le radici per un futuro più articolato, che univa differenti esigenze, dalla scienza all'industria. Questo era favorito, in particolare, da una scena europea in evoluzione e da un cambio di atteggiamento degli Stati Uniti, meno disponibili nei confronti del Vecchio continente.
L'Italia intendeva adesso procedere con SIRIO,  un satellite artificiale geostazionario sperimentale di telecomunicazioni, il primo a essere progettato e costruito interamente in Italia, compiendo un significativo passo avanti nello studio e nell'utilizzo delle frequenze sino allora utilizzate, esplorando il campo dei 12-18 GHz.
In questo modo, grazie all'esperimento noto come SHF (Super High Frequency) del professor Francesco Carassa, suo ideatore, si sarebbe padroneggiata una tecnologia che presto si sarebbe rivelata necessaria nelle normali telecomunicazioni commerciali, dato il sempre più intenso affollamento delle bande di frequenza inferiori. Con tale esperimento si dovevano indagare le attenuazioni provocate dai fenomeni atmosferici sulla propagazione dei segnali (la pioggia, per esempio, diventava un ostacolo), mettendo a punto tecniche che ne consentissero comunque l'utilizzo. 
Quando nel 1969 il CIPE approvava il progetto, si prevedeva l'aggiunta di altri esperimenti preparati da alcune università e dai laboratori del CNR, nonché il lancio di SIRIO nel 1971. La prospettiva si sarebbe però rivelata del tutto irreale per una serie di difficoltà che trasformavano il programma in una corsa a ostacoli apparentemente infinita, tanto da essere spesso dichiarato fallito. I primi guai arrivavano dall'ambiente universitario e dalla difficile situazione sociale che stava emergendo con la fine degli anni sessanta. Le proteste studentesche da una parte, e le difficoltà economiche dall'altra, provocavano conseguenze negative inevitabili sul mondo industriale. In aggiunta, nel 1973, ad aggravare ulteriormente la scena si presentava la prima crisi energetica. Nell'ottobre di quell'anno la guerra di Egitto e Siria contro Israele, vinta rapidamente dagli israeliani sostenuti dagli Stati Uniti e dall'Europa, comportava come rappresaglia un blocco delle esportazioni di petrolio da parte del paesi arabi produttori appartenenti all'OPEC, causando un aumento dei prezzi. Nazioni pesantemente dipendenti dal greggio come l'Italia ne risentivano quindi in modo pesante. Per il progetto SIRIO, le difficoltà derivavano tuttavia soprattutto dalla sua gestione iniziale inconsistente. Si era già formato un gruppo di lavoro al Centro ricerche aerospaziale di Luigi Broglio, coordinato dall'ingegnere Bruno Ratti. Ma i nuovi organi spaziali appena costituiti, il Comitato governativo CIAS e la Commissione CISPS del CNR, non esercitavano il dovuto ruolo. 
Intanto si creava un Centro di studio per le telecomunicazioni spaziali (CSTS) diretto da Guido Tartara del Politecnico di Milano, all'interno del quale c'era anche Francesco Carassa, che assumeva formalmente la responsabilità dell'esperimento SHF da realizzare per SIRIO. C'era dunque molta incertezza e Bruno Ratti si dimise dalla guida del programma. Era solo l'avvio di una storia turbolenta e i lavori erano di fatto bloccati, perché il CNR non assegnava la necessaria commessa all'industria che doveva realizzare l'opera. Solo nel marzo 1971 si arrivò all'approvazione di una legge, la prima che garantiva a SIRIO 18,7 miliardi di lire. Si stipulava così finalmente il primo contratto con la Compagnia industriale aerospaziale (CIA) per uno studio iniziale destinato a esplorare la fattibilità del satellite.
A Ratti subentrava alla fine dello stesso anno Massimo Trella, anche lui proveniente dall'Università di Roma e assistente per le attività cosmiche del ministro della ricerca Camillo Ripamonti. Ma alla direzione del neocostituito Servizio attività spaziali del CNR, controllore del piano dal novembre 1971, rimaneva però poco più di un anno. Il programma non marciava. Carassa doveva continuamente rassicurare gli scienziati stranieri impegnati a preparare le ricerche da effettuare con il satellite.
Un segnale di cambiamento arrivava da un telegramma del 14 ottobre 1972 inviato dal presidente consiglio Giulio Andreotti a Carassa: 
“Autorizzandola comunicare ai partecipanti esteri esperimenti SIRIO mio impegno mantenimento attuale programma provvedendo necessari finanziamenti tramite verifica effettivi costi.”
Nello stesso anno Andreotti appoggiava la nomina del nuovo presidente del CNR Alessandro Faedo, rettore dell'Università di Pisa e uno dei pionieri dell'informatica italiana: a Pisa venne fondato il Centro Nazionale Universitario di Calcolo Elettronico (CNUCE). Faedo era decisivo per il riavvio del piano. La sua prima mossa vincente era l'insediamento alla guida del Servizio attività spaziali, al posto di Trella, dell'ingegnere Francesco Scandone, un manager proveniente dalla direzione delle Officine Galileo, nella primavera 1973. Ma ciò ancora non bastava, nonostante il CIPE, per due volte nel gennaio e nel novembre di quell'anno, riaffermasse la prosecuzione dei lavori.
SIRIO venne completato nel 1977 e venne portato alla base statunitense di Cape Canaveral. Il satellite aveva la forma di un tamburo, pesante 229 chilogrammi in orbita e di 143 centimetri di diametro. All'esterno era ricoperto da ottomila celle solari generatrici dell'energia elettrica necessaria al suo funzionamento. Per stabilizzarsi ruotava su sé stesso novanta volte al minuto, mentre l'antenna alla sommità contro-ruotava per mantenere l'orientamento fisso verso la Terra. 
Prima venne realizzato un “prototipo di sviluppo” con il quale vennero definiti i vari aspetti. Nel gennaio 1977 era pronto il successivo “prototipo di qualifica” progettato per numerose prove, a cominciare dalla verifica nel vuoto simulato al centro ESTEC dell'ESA nei Paesi Bassi per essere certi che tutto funzionasse a dovere. Seguivano altri test nel centro della società MBB di Monaco di Baviera (prove elettriche) e intanto si lavorava all'unità di volo, pronta un mese dopo, in febbraio. Contemporaneamente si predisponevano gli elementi per una seconda unità di volo, che però non vennero assemblati: il tutto formava l'unità di riserva, da utilizzare se qualcosa fosse andato male in modo irreparabile sul veicolo principale. 
A bordo di SIRIO c'era il meglio delle capacità spaziali italiane riunite nel consorzio CIA, diretto da Antonio Teofilatto, che partecipava per il 29% alla realizzazione del progetto. La SNIA Viscosa aveva costruito il motore a propellente solido (18% dell'opera), che lo avrebbe portato sull'orbita circolare a 36.000 km d'altezza intorno all'equatore. Il suo involucro in lega di titanio era stato preparato secondo una tecnologia d'avanguardia da Aeritalia, realizzatrice anche della struttura a tamburo del satellite, per la quale aveva adottando soluzioni avanzate ultraleggere (a sandwich in alluminio con elementi incollati), e del controllo termico (8%). La parte maggiore della fabbricazione (28%) era di Selenia, che aveva preparato l'esperimento SHF con l'antenna contro-rotante, oltre a numerosi altri sistemi relativi ai comandi, all'alimentazione solare, all'accensione del motore. Le società di Montedison sistemi (Montedel S.p.A-Laben e OTE, 11%) si occupavano degli apparati di telemisura e del trasponditore VHF. Si aggiungevano i sensori di Terra e di Sole per l'orientamento in orbita delle Officine Galileo, le batterie e le unità di controllo dell'alimentazione di CGE-FIAR e, infine, le parti del sistema di propulsione ausiliaria a idrazina per correggere le posizioni del satellite in orbita di OTO-Melara.
Il lancio del satellite SIRIO-1 avvenne il 26 agosto 1977 per mezzo di un razzo vettore Delta e, già dopo pochi giorni, in anticipo sul programma, SIRIO fu pronto in orbita a 36.000 km d'altezza e pienamente operativo. Progettato per una vita operativa di due anni, SIRIO-1 fu in realtà utilizzato per circa otto anni, fino al 1985, con sperimentazioni condotte non solo da ricercatori italiani, ma anche da vari Istituti di Regno Unito, Francia, Germania, Finlandia, Paesi Bassi, Stati Uniti e Cina.
Un evento che suggellò la presenza italiana nel settore dello spazio fu uno scambio di giornali trasmessi con il satellite SIRIO: il Corriere della Sera e la Gazzetta dello Sport arrivavano a Pechino, mentre il Quotidiano del popolo (Renmin Ribao) e China Daily giungevano a Milano.
Con l'esperienza asiatica si concluse dunque la lunga storia di SIRIO, per il quale, in origine, era stata preventivata un vita orbitale di soli due anni. 
Una seconda unità di volo del SIRIO, denominata SIRIO-2 e volta allo studio della sincronizzazione con impulsi laser (a cui parteciparono nel consorzio ancora Selenia e LABEN), fu lanciata il 10 settembre 1982 ma non raggiunse la sua orbita geostazionaria, a causa del fallimento del lanciatore Ariane.
I risultati di SIRIO si materializzarono in fretta, eliminando i molti dissensi verso il progetto e riuscendo a stabilire come i segnali venissero deformati e attenuati da eventi meteorologici come la pioggia, e quali margini dovevano essere garantiti ai sistemi di trasmissione per superare gli ostacoli posti dalle precipitazioni. Bisognava, in altre parole, aumentare la potenza irradiata da terra e da bordo e la durata delle emissioni nel fascio sottoposto a pioggia. Tutti questi elementi erano indispensabili per progettare i nuovi sistemi di ricetrasmissione con le nuove alte frequenze a 12-18 GHz.

## Il periodo attuale e le collaborazioni

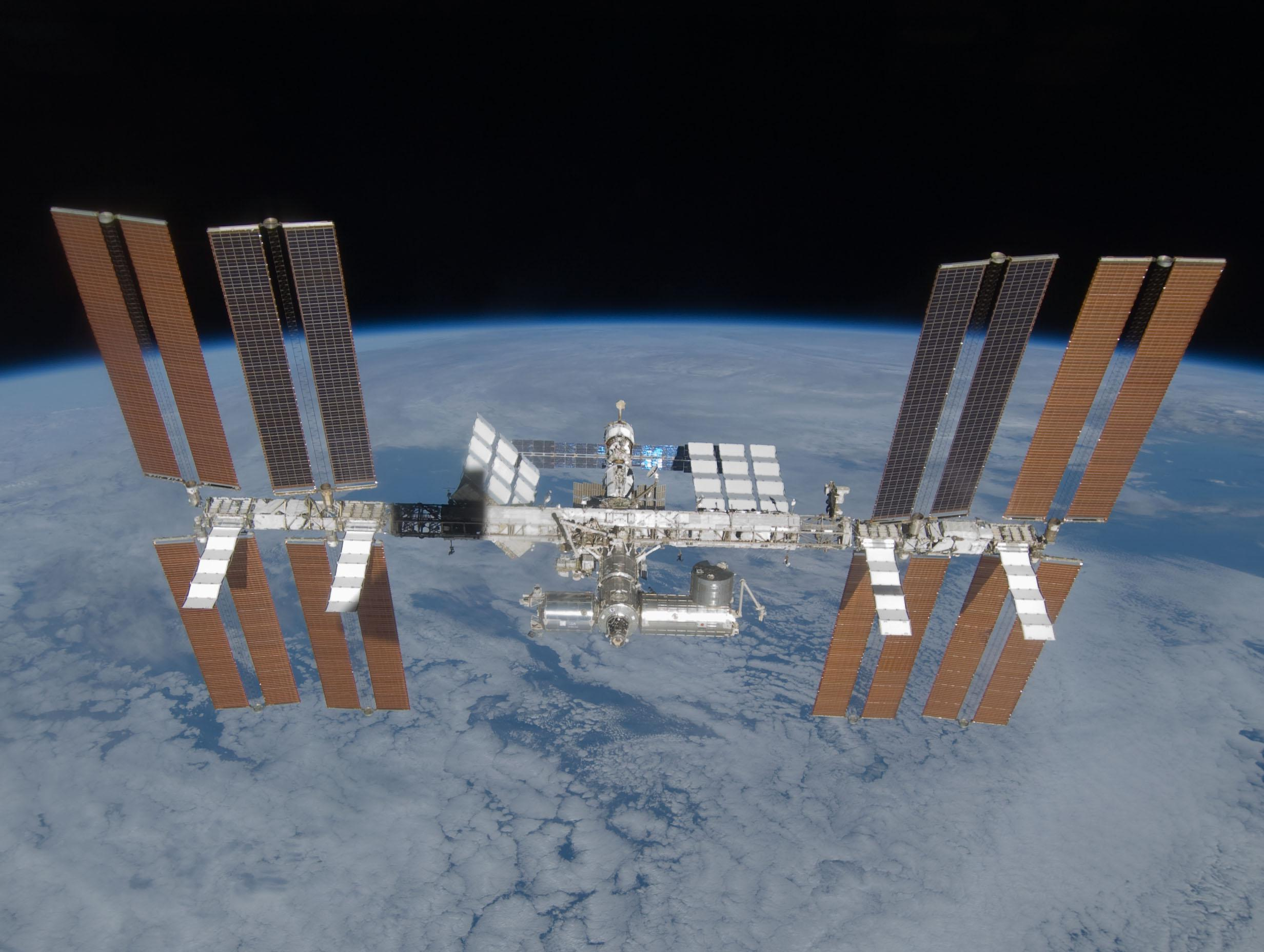
Stazione spaziale internazionale, marzo 2009.

A partire dagli anni novanta, il termine utilizzato per riferirsi alla contemporaneità è Era dell'Informazione, giacché l'esplorazione spaziale e le tecnologie connesse sono ormai diventate parte integrante della nostra vita. 
Oggigiorno numerose nazioni possiedono programmi spaziali, vi sono centinaia di satelliti in orbita e molti stati che non l'avevano mai fatto prima stanno progettando l'invio di esseri umani nello spazio. 
Con la Caduta del muro e la fine della Guerra fredda si sviluppò l'idea di creare una Stazione spaziale internazionale che vedeva la partecipazione di Russia, Stati Uniti e altri 14 paesi, tra cui l'Italia (che poi costruì circa il 50% della stazione spaziale ISS). 
Nel 1998, dopo anni di ritardi, la costruzione in orbita incominciò con il lancio del primo elemento. Un modulo russo chiamato Zarya ("Alba" in russo). A Zarya fu poi collegato il modulo Unity, portato in orbita dalla navetta Endeavour un paio di settimane dopo. Un terzo modulo venne lanciato nel luglio del 2000, con un razzo Proton. 
Venne così creato il primo nucleo funzionale della base orbitante; la stazione diventò quindi abitabile in modo permanente. Attualmente la stazione spaziale viene usata principalmente come laboratorio di ricerca scientifica con il vantaggio di poter condurre esperimenti con condizioni in assenza di peso.
Nella storia delle attività spaziali italiane la collaborazione con gli USA, iniziatasi nel 1961 con il professor Luigi Broglio, ha sempre giocato un ruolo importante per acquisire e sviluppare conoscenze scientifiche e tecnologiche. E il mezzo secolo di rapporti intercorsi trovava celebrazione il 25 luglio 2012 nella nuova sede dell'ASI a Roma, con la presenza di Lori Garver, amministratore associato della NASA. In questa occasione vennero ricordati anche i vent'anni trascorsi dal volo del primo astronauta italiano, Franco Malerba. L'avvenimento chiudeva simbolicamente il primo mezzo secolo di attività spaziale nazionale, dal quale, sia pure con diverse difficoltà, erano scaturiti nuovi settori di studio accademico e nuovi campi di ricerca, nonché iniziative industriali inesistenti in passato.
La scena dello spazio mondiale era nel frattempo cambiata profondamente, soprattutto negli ultimi anni. La Cina aveva presentato e incominciato ad attuare con le prime sonde Chang'e il suo piano di esplorazione lunare, con l'intento di sbarcare i propri taikonauti dopo il 2020. E mentre proseguiva nei voli con le capsule Shenzhou, collaudando sempre nuovi aspetti (nel terzo volo del settembre 2008 il comandante Zhai Zhigang compiva una passeggiata spaziale), nel settembre 2011 Pechino lanciava anche il suo primo laboratorio orbitale Tiangong 1 (Palazzo celeste), passo iniziale verso la costruzione di una stazione spaziale più grande prevista entro il 2020. E su Tiangong 1 nel giugno 2012 sbarcava un equipaggio formato da Jing Haipeng, Liu Wang e Liu Yang, la prima taikonauta del Celeste impero, maggiore trentatreenne, pilota dell'aviazione. 
Tra i paesi dell'Asia si era accesa una corsa allo spazio e oltre al Giappone, che ne era da tempo protagonista, si aggiungeva anche l'India. Quest'ultima si dotava di una notevole capacità di lancio con la quale entrava nel mercato internazionale del trasporto in orbita.
In parallelo avviava ambiziosi programmi di esplorazione lunare e marziana, oltre a impegnarsi nella realizzazione di una capsula per il lancio di propri astronauti. Negli Stati Uniti la presidenza di Barack Obama, che vinceva le elezioni nel 2008, portava a un ridimensionamento delle attività spaziali senza offrire alcuna visione per il futuro, cancellando il programma Constellation varato nel 2004 dal predecessore George W. Bush e che mirava a tornare con gli astronauti sulla Luna e a preparare uno sbarco su Marte. Il Congresso americano bocciava in parte il provvedimento di Obama, facendo rinascere il progetto del grande lanciatore SLS (Space Launch System), avviandone la costruzione assieme alla capsula abitabile Orion MPCV (Multi-Purpose Crew Vehicle). Ma sul loro futuro impiego, Obama dalla Casa Bianca non esprimeva piani precisi. Al contrario si dimostrava un deciso sostenitore dello spazio commerciale, sollecitando proposte e impegni da società private nel fornire mezzi di trasporto per la Stazione spaziale internazionale rimasta priva di collegamenti da parte americana dopo il ritiro dello Shuttle. Con il supporto finanziario del piano CCP (Commercial Crew Program) della NASA emergevano così tre società, Space Exploration Technologies (SpaceX), Boeing e Sierra Nevada, che preparavano un veicolo abitato. Dall'analogo COTS (Commercial Orbital Transportation) venivano selezionate SpaceX e Orbital Sciences, realizzatrici inoltre di un veicolo automatico per i rifornimenti alla stazione. In questo nuovo corso, già avviato da Bush nel 2006 e sicuramente Thales Alenia Space Italia, guidata da Luigi Pasquali, che otteneva da Orbital Sciences un contratto, annunciato durante il salone aerospaziale parigino di Le Bourget nel 2009, per la fornitura di nove moduli costituenti la parte pressurizzata della navicella Cygnus studiata dalla Orbital per effettuare i rifornimenti. La Russia, dopo la grande crisi seguita al crollo dell'Unione Sovietica e dopo la condivisione della Stazione spaziale ISS con americani, europei, giapponesi e canadesi, continuava a cercare un difficile rilancio proponendo anch'essa un ritorno sulla Luna. L'Europa, all'inizio del secondo decennio del XXI secolo, pur disponendo di capacità e tecnologie, guardava all'Asia, all'America e alla Russia con grande incertezza, senza esprimere grandi mete. Il 23 marzo l'ESA lanciava il terzo veicolo di rifornimento automatico verso la Stazione spaziale ISS, l'ATV (Automated Transfer Vehicle). Questo veniva battezzato con il nome di Edoardo Amaldi, per ricordarne il ruolo giocato e il coraggio dimostrato nell'aver fatto nascere assieme al francese Pierre Auger un organismo europeo per l'attività spaziale.

## La prima italiana nello spazio
La prima donna italiana nello spazio è stata Samantha Cristoforetti. 

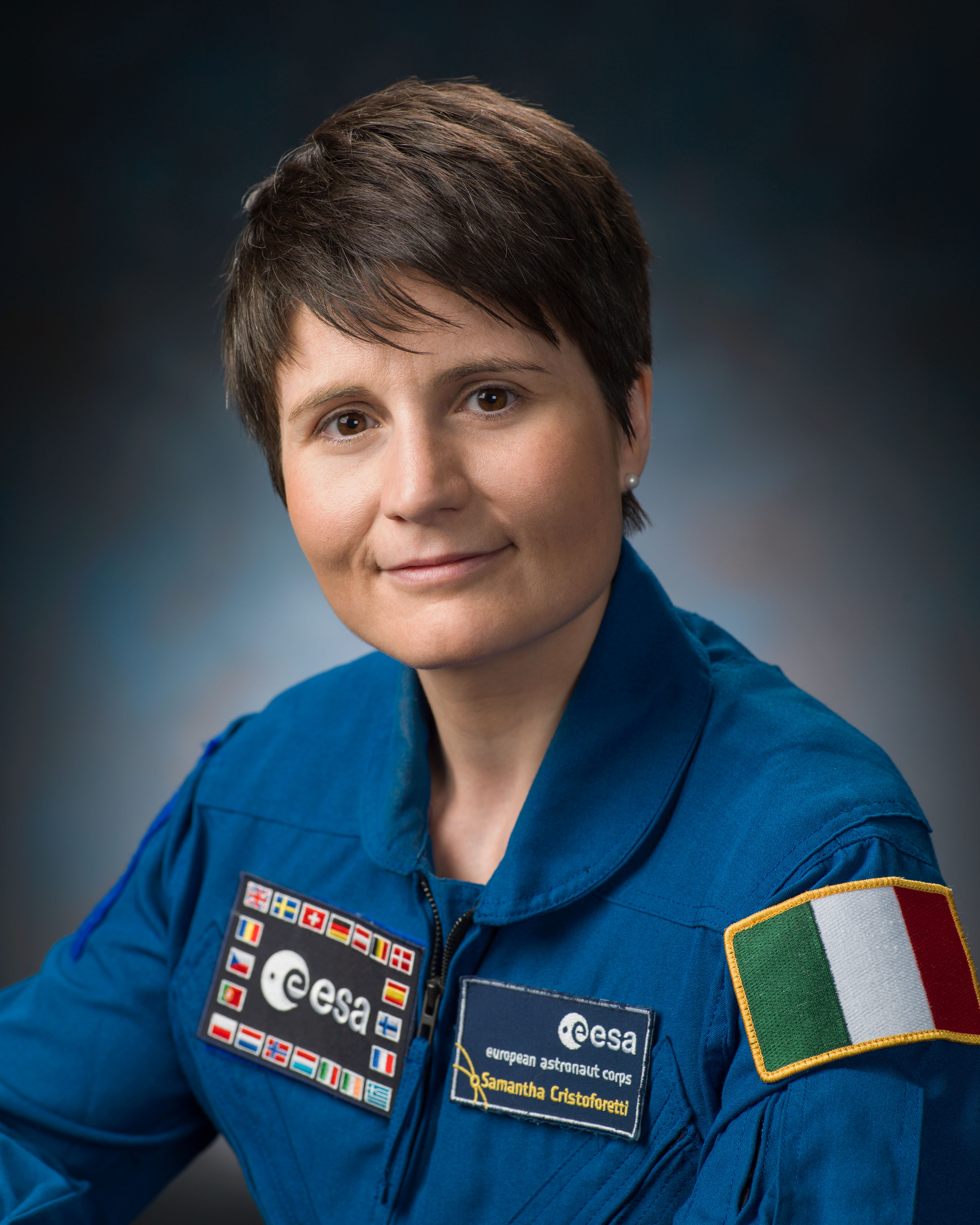
Samantha Cristoforetti.

Dopo aver frequentato l'Accademia di Pozzuoli dell'Aeronautica Italiana ed essersi addestrata sia in Italia sia negli Stati Uniti è diventata pilota da guerra dopo aver completato l'addestramento della Euro-NATO Joint Jet Pilot eha fatto parte del 132º Squadrone, 51º Stormo Bomber, di stanza a Istrana, Italia.
Cristoforetti è capitana dell'Aeronautica Italiana. Ha accumulato più di 500 ore di volo su sei tipi di aerei militari, compresi gli SF-260, T-37, T-38, MB-339A, MB-339CD, AM-X. Ha ricevuto il titolo di volo di "Best Wingman" durante l'addestramento con il T-38.
Assunta dall'ESA nel settembre 2009, nel novembre 2010 ha completato con successo l'addestramento base degli astronauti.
Nel 2011 è stata assegnata all'addestramento come Reserve Astronaut e ha quindi completato l'allenamento ai sistemi della ISS, quello per le EVA (le “passeggiate spaziali”) e ha frequentato corsi riguardanti la navicella Soyuz, per il “sedile di sinistra”, ovvero il ruolo di primo ingegnere di volo.
A luglio 2012 è stata assegnata alla missione Futura dell'Agenzia Spaziale Italiana a bordo della Stazione spaziale internazionale, il cui lancio con la navicella Soyuz è avvenuto il 23 novembre 2014 dal cosmodromo di Baikonour, Kazakistan, insieme con gli astronauti Terry Virts (NASA) e Anton Shkaplerov (Roscosmos). Si tratta della seconda missione di lunga durata dell'ASI sulla Stazione spaziale internazionale, ottava missione di lunga durata per un astronauta ESA.
L'Agenzia Spaziale Italiana ha acquisito diritti nazionali di utilizzo e di opportunità di volo alla Stazione Spaziale Internazionale in cambio dello sviluppo di moduli pressurizzati per il rifornimento logistico della ISS (gli MPLM), e di un modulo abitativo permanentemente attaccato alla Stazione Spaziale Internazionale (Permanent Multipurpose Module). Gli MPLM e il PMM Leonardo sono elementi del programma ISS sviluppati dall'ASI e forniti dall'Italia agli Stati Uniti.

## I voli commerciali e il Commercial Crew Program
La NASA nel corso degli anni ha definito un programma nell'ambito del Commercial Crew Program (CCP). Il programma, che è finanziato direttamente dalla NASA ha l'obiettivo di contribuire allo sviluppo di soluzioni commerciali per il trasporto di astronauti sull'ISS.
Nel corso degli anni varie aziende partner private hanno incominciato a sviluppare veicoli propri per questo scopo. Le principali sono SpaceX, che aveva un obiettivo dichiarato per il primo volo con equipaggio per l'estate del 2015, Boeing che dichiarò il 2016 come data d'esordio del proprio mezzo abitato, e altre aziende come Sierra Nevada e Blue Origin.
Il programma di sviluppo delle partnership commerciali per voli con equipaggio comincia ufficialmente nel 2010. Il programma si compone di tre parti: lo sviluppo dei sistemi di trasporto, la certificazione per il volo verso la ISS e la fornitura del servizio di trasporto astronauti vero e proprio.
La prima parte di sviluppo dei servizi commerciali, a sua volta, è divisa in diverse fasi. La prima fase, denominata Commercial Crew Development (CCDev) è cominciata nel 2010 e si è chiusa nel 2011. La NASA ha finanziato cinque compagnie private, Blue Origin, Boeing, Paragon, Sierra Nevada e ULA, per un totale di 50 milioni di dollari. Lo scopo di questa prima fase era lo sviluppo di concetti e idee per tecnologie e sistemi di trasporto di astronauti in orbita bassa.
La seconda fase, Commercial Crew Development 2 (CCDev-2), è cominciata subito dopo, con l'obiettivo di sviluppare concretamente alcuni elementi del sistema di trasporto ipotizzato. Il finanziamento da parte di NASA è stato di 315 milioni di dollari, concessi a Boeing, SpaceX, Sierra Nevada e Blue Origin dopo un bando competitivo. Alcuni contratti di collaborazione, senza finanziamento, sono stati concessi inoltre a ULA, ATK ed Excalibur Almaz. Tutte le aziende hanno concluso con successo il CCDev-2 nel 2012, tranne Sierra Nevada che completa l'ultima milestone, con il volo libero della navetta Dream Chaser più tardi, nel 2013.
Nel 2012 si è avviata anche la terza fase di sviluppo, denominata Commercial Crew integrated Capability (CCiCap). Rispetto alle precedenti due fasi, il finanziamento della NASA è cresciuto notevolmente, con poco più di un miliardo di dollari concessi alle tre aziende vincitrici, SpaceX, Boeing e Sierra Nevada, che dovranno sviluppare l'intero sistema di trasporto degli astronauti. Le varie milestone obbligatorie del CCiCap si concluderanno nel 2014, dopo di che seguirà l'ultima fase, definita “opzionale” da NASA, di cui non si conoscono ancora i dettagli.
La seconda parte del programma, quella relativa alle certificazioni, è stata avviata nelle ultime settimane del 2012. NASA ha concesso un finanziamento di dieci milioni di dollari ciascuna alle tre aziende coinvolte, anche in questo caso SpaceX, Boeing e Sierra Nevada. Questa prima fase di certificazione prevede una collaborazione tra NASA e partner commerciali per definire procedure e parametri, e si concluderà nel 2014. La seconda e ultima fase comincerà subito dopo. L'azienda, o le aziende, coinvolte lavoreranno fino al 2017 per certificare il sistema di trasporto. Questa fase di certificazione si concluderà con una o più missioni dimostrative verso la ISS.
L'ultima parte del programma, quella relativa alla fornitura dei servizi vera e propria, sarà avviata nel 2016, con l'obiettivo di cominciare i voli commerciali appena conclusa la fase di certificazione, l'anno successivo.
Per soddisfare i requisiti della NASA, i fornitori commerciali devono dimostrare che i loro sistemi siano pronti per incominciare i voli regolari verso la stazione spaziale. Due di questi test sono test di volo senza equipaggio, conosciuti come Orbital Flight Test, per Boeing e Demo-1 per SpaceX. Dopo i test di volo senza equipaggio, entrambe le compagnie eseguiranno test di abbandono della missione per valutare la capacità di fuga dell'equipaggio dal veicolo in casi di emergenza. Il test finale sarà composto da test di volo dell'equipaggio per la stazione spaziale. Se tutti questi test verranno superati la NASA fornirà la certificazione per le missioni di rotazione dell'equipaggio. 

### Date programmate dei test di volo:[25]
- Boeing Orbital Flight Test (senza equipaggio): marzo 2019
- Test di abbandono del pad Boeing: tra OFT e CFT
- Boeing Crewed Flight Test (con equipaggio): agosto 2019
- SpaceX Demo 1 (senza equipaggio): 2 marzo 2019
- Test di abbandono in volo SpaceX: tra Demo-1 e Demo-2
- SpaceX Demo 2 (con equipaggio): giugno 2020.

SpaceX ha anche completato un test di abbandono di pad nel 2015. Dopo i voli di test, la NASA esaminerà i dati sulle prestazioni e risolverà i problemi necessari per certificare i sistemi per le missioni operative. Boeing, SpaceX e il programma di equipaggio commerciale stanno lavorando attivamente per essere pronti per le missioni operative; tuttavia, come per lo sviluppo del volo spaziale umano, l'apprendimento di ciascun test e l'adeguamento necessario per ridurre il rischio per l'equipaggio possono ignorare le date di pianificazione.
Date di disponibilità anticipate per le missioni operative:
- Prima missione operativa USCV-1: agosto 2019
- Seconda missione operativa USCV-2: dicembre 2019.

## Turismo spaziale
Il volo spaziale è oggi ritenuto un settore commerciale molto interessante e in via di sviluppo da parte di numerose compagnie. Alcune aziende private come SpaceX e Blue Origin si stanno preparando per offrire un servizio di viaggio spaziale turistico. Pur essendo un settore ancora agli inizi, ci sono già stati dei casi isolati di viaggi spaziali a scopo di intrattenimento finanziati dagli stessi privati al prezzo di molti milioni di dollari.
I primi viaggi turistici spaziali sarebbero dovuti essere disponibili dal 2019.